# Aki (equip ciclista)

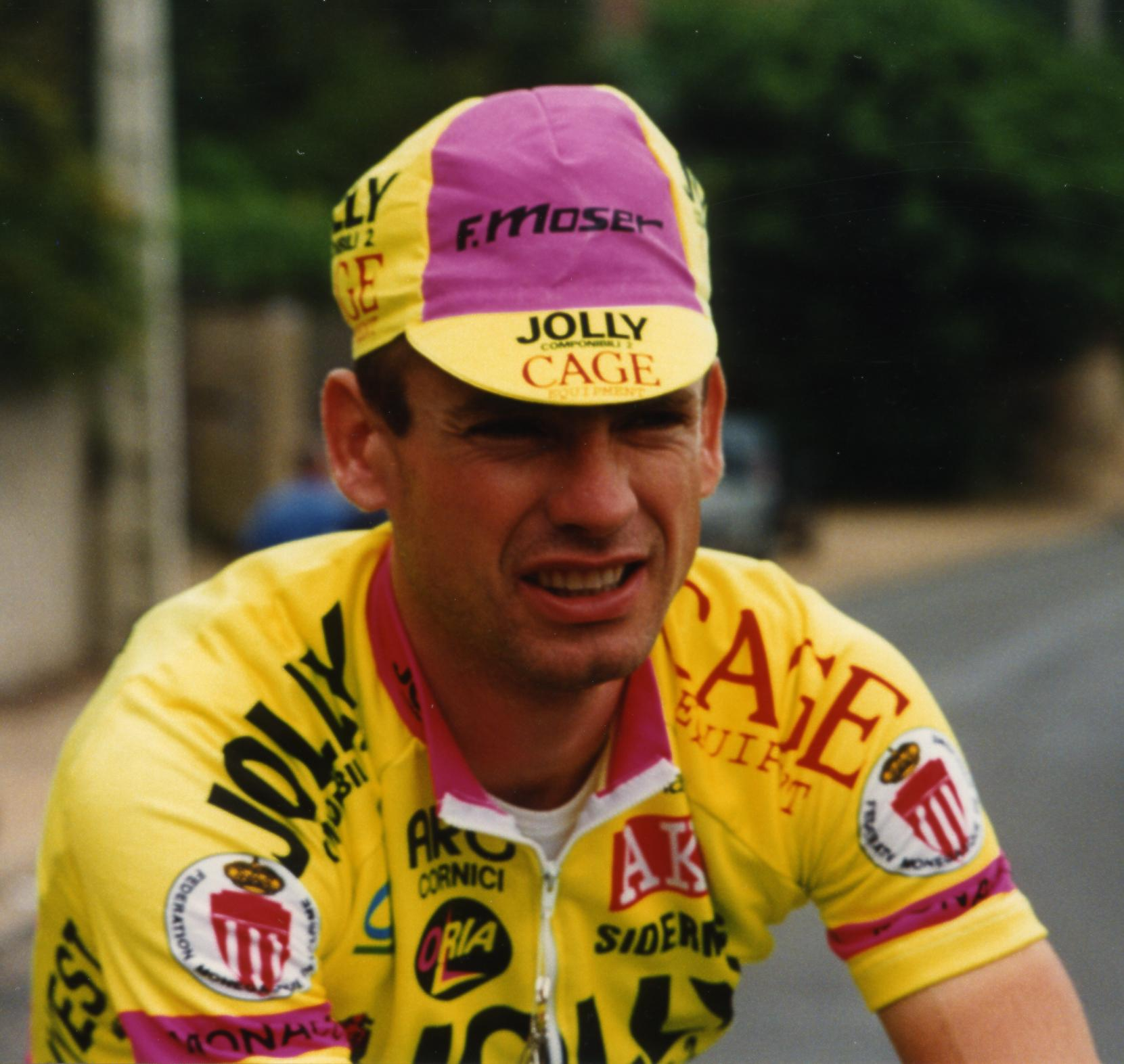
Laurent Pillon al 1994

L'equip Aki, conegut anteriorment com a Jolly Componibili, va ser un equip ciclista professional italià i després monegasc, que competí entre el 1989 i 1997. Va ser succeït per l'equip Vini Caldirola-Longoni Sport.

## Principals triomfs
- - Trofeu Matteotti: Daniel Steiger (1991)
  - Hofbrau Cup: Dmitri Kónixev (1996)
  - Chrono des Herbiers: Serhí Hontxar (1997)

### A les grans voltes
- Giro d'Itàlia
  - 9 participacions (1989, 1990, 1991, 1992, 1993, 1994, 1995, 1996, 1997)
  - 10 victòries d'etapa:
    - 1 el 1989: Stefano Giuliani
    - 2 el 1992: Endrio Leoni (2)
    - 2 el 1993: Dmitri Kónixev (2)
    - 2 el 1994: Endrio Leoni (2)
    - 2 el 1995: Giuseppe Citterio, Denis Zanette
    - 1 el 1997: Serhí Hontxar

  - 0 classificacions finals:
  - 0 classificacions secundàries:

- Tour de França
  - 1 participació (1995)
  - 1 victòries d'etapa:
    - 1 el 1990: Dmitri Kónixev

  - 0 classificacions finals:
  - 0 classificacions secundàries:

- Volta a Espanya
  - 4 participacions (1990, 1994, 1996, 1997)
  - 3 victòries d'etapa:
    - 1 el 1990: Silvio Martinello
    - 1 el 1994: Endrio Leoni
    - 1 el 1996: Dmitri Kónixev

  - 0 classificacions finals:
  - 0 classificacions secundàries:

## Classificacions UCI
| Temporada | Classificació per equips | Millor ciclista en la classificació individual |
| --------- | ------------------------ | ---------------------------------------------- |
| 1995      | 21è                      | Dmitri Kónixev (52è)                           |
| 1996      | 21è                      | Stefano Faustini (55è)                         |
| 1997      | 25è                      | Serhí Hontxar (35è)                            |